# Spezialklassen für Chemie
Die Spezialklassen für Chemie wurden 1964 an der Technischen Hochschule Leuna-Merseburg als eine der ersten Spezialklassen-Einrichtungen an einer Hochschule der DDR gegründet und auf Beschluss des Kultusministeriums des Landes Sachsen-Anhalt im Jahre 1992 geschlossen. Nach einer Aufnahmeprüfung wurden naturwissenschaftlich hochbegabte Schüler aus der gesamten DDR immatrikuliert. Die zweijährige Ausbildung (11. und 12. Klasse) schloss mit dem Abitur ab. Die Spezialschüler wurden bereits in dieser Zeit in die Hochschulausbildung eingebunden. Der Unterricht wurde teilweise in Form von Vorlesungen und Seminaren an der Hochschule durchgeführt und von Hochschullehrern erteilt. Die Spezialschüler wurden beispielsweise in Praktika in die Hochschulforschung integriert. Der gelehrte Stoff ging weit über den Abiturstoff hinaus und beinhaltete Themen, die normalerweise erst im Studium vermittelt wurden. Daher war es zeitweise auch üblich, dass Schüler der Spezialklassen nach dem Abitur gleich ins zweite Studienjahr integriert wurden, also praktisch mit dem dritten Semester ihr Chemiestudium begannen.

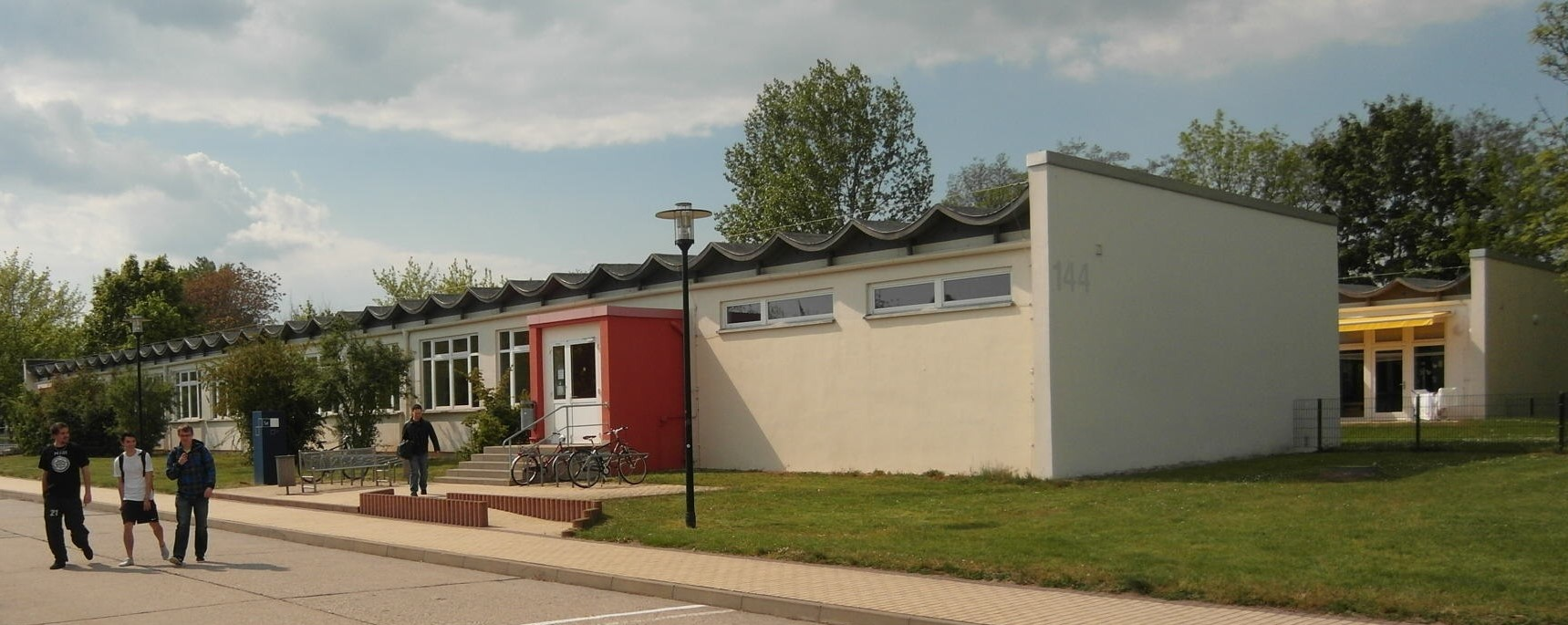
Ehemaliges Schulgebäude der Spezialklassen auf dem Campus der heutigen Hochschule Merseburg

Die Spezialklassen waren nicht wie die Erweiterten Oberschulen dem Volksbildungsministerium, sondern dem Ministerium für das Hoch- und Fachschulwesen der DDR unterstellt. Die Ausbildung der Spezialschüler erfolgte teils durch eigene Lehrer, teils durch Hochschullehrer und Wissenschaftler der TH.
Langjähriger Direktor war Hans Zimmermann. In den 1980er Jahren bekleidete der Chemiker Joachim Brunn dieses Amt, das zuletzt – bis zur Auflösung der Spezialklassen im Jahr 1992 – Joachim Eick, ebenfalls Chemiker, innehatte.
Die Spezialklassen waren ein überaus erfolgreiches Modell der Begabtenförderung in der DDR. Von den Schülern der Spezialklassen in Merseburg wurden mehrere Gold-, Silber- und Bronzemedaillen bei internationalen Chemie-, Mathematik- und Physikolympiaden gewonnen. Viele Absolventen der Spezialklassen in Merseburg sind international renommierte Naturwissenschaftler, z. B. Franziska Scheffler und Birgit Kamm. Auch auf Gebieten wie Kultur und Politik sind Absolventen der Spezialklassen in Merseburg erfolgreich. Beispiele dafür sind Michael Schindhelm und Roland Claus.

## Nachweise
1. ↑  H. Frank, W. Ziemann: Informationen über Spezialklassen an Sektionen für Mathematik und Naturwissenschaften der Universitäten und Hochschulen, Fassung vom Januar 1979, Humboldt-Universität zu Berlin, Blatt 1,  Blatt 2
2. ↑  Andreas Koch: Die Spezialklassen für Mathematik und Physik an der Martin-Luther-Universität Halle-Wittenberg. Martin-Luther-Univ. Halle-Wittenberg, Fachbereich Mathematik und Informatik, 2000, S. 5 (gwdg.de).
3. ↑  Anweisung Nr. 9/1964 des Staatssekretariats für das Hoch- und Fachschulwesen zur Einrichtung von Spezialklassen an Mathematisch-Naturwissenschaftlichen Fakultäten der Universitäten und Hochschulen. In: Mitteilungen des Staatssekretariats für das Hoch- und Fachschulwesen 1/1964